# Weinbau in Mainz

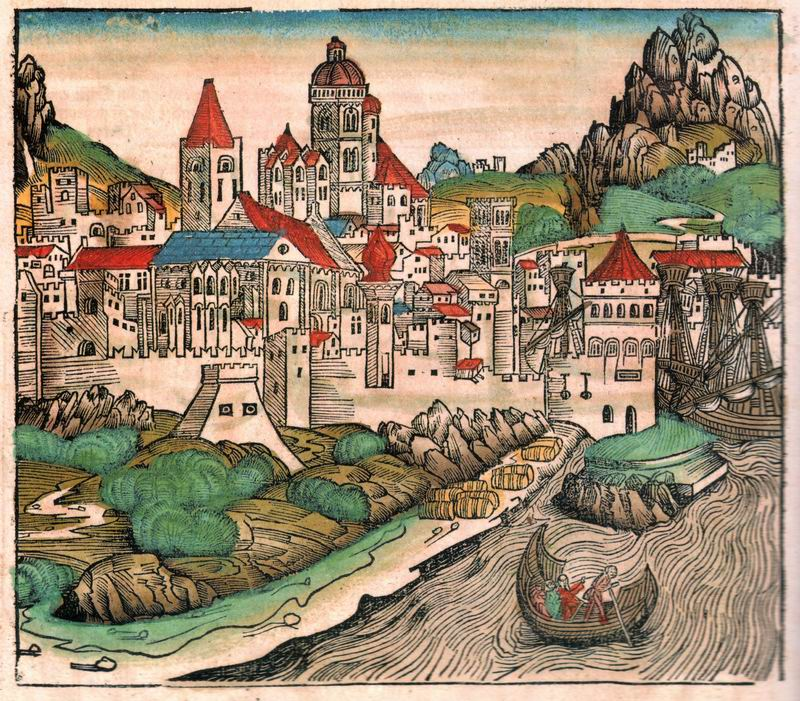
Weinverladung am Mainzer Rheinufer; Schedelsche Weltchronik von 1493

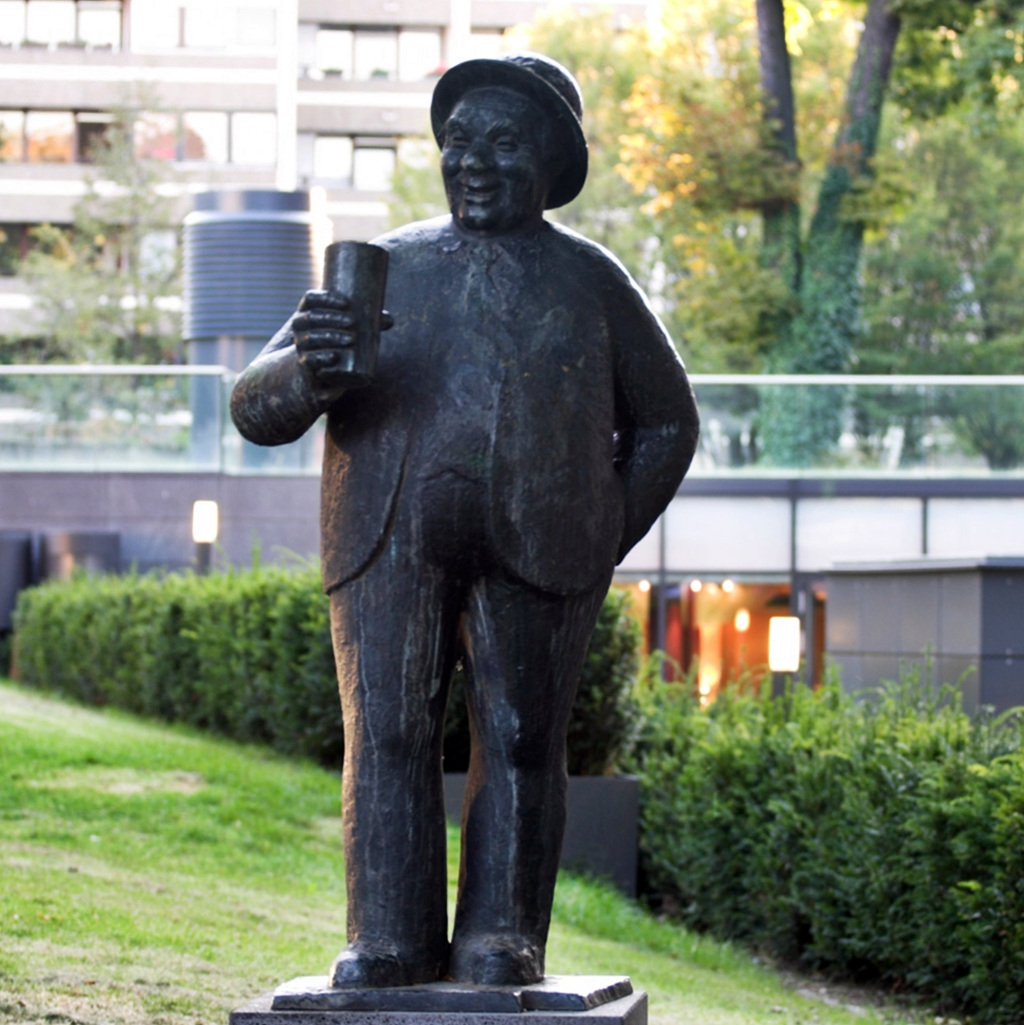
Das Schoppenstecher-Standbild – Denkmal der Mainzer Weinkultur

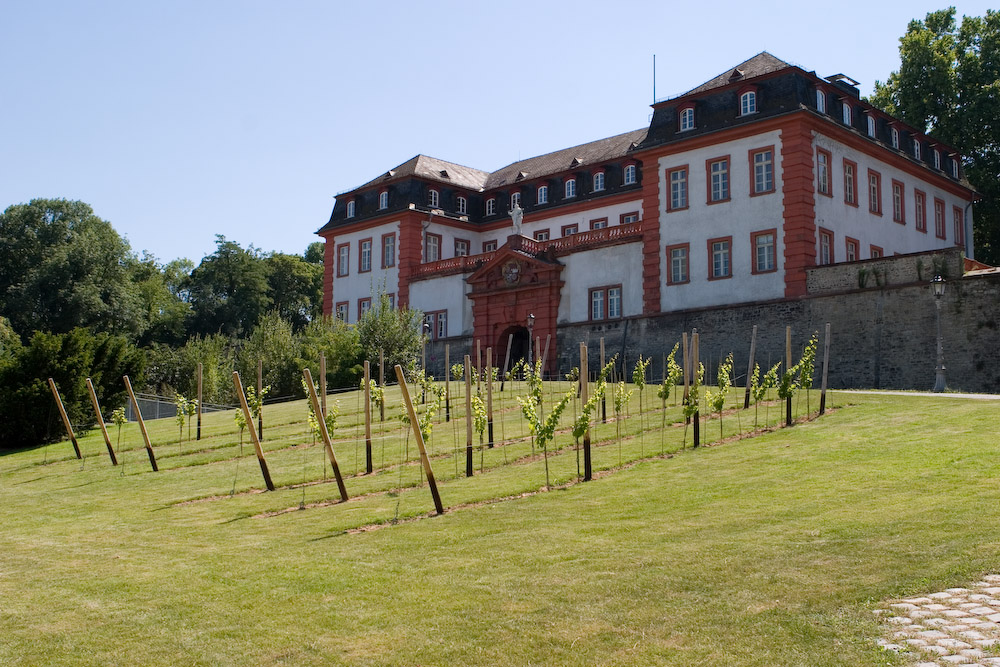
Die Zitadelle Mainz mit dem „Prominenten-Weinberg“

Der Weinbau in Mainz, der rheinland-pfälzischen Landeshauptstadt, geht bis in die Römerzeit zurück. Weinanbau und -handel waren spätestens vom Mittelalter bis in die Neuzeit ein teilweise überregional bedeutender Wirtschaftsfaktor. Auch heute lebt noch ein – wenn auch geringer – Teil der Mainzer Bevölkerung von Weinbau und -handel. Mainz wies mit rund 451 Hektar einstmals die größte Rebfläche einer Großstadt in Deutschland auf. Heute (Stand 2011) liegt die Rebfläche bei 209 Hektar und umfasst somit einen Anteil von 2 % der Stadtfläche. Aufgrund dieser Fakten wird auch von Weinstadt Mainz gesprochen, ein Image, welches von der Stadt selbst, der lokalen Touristikbranche und verschiedenen Verbänden und Vereinen gefördert und gepflegt wird.
Seit Mai 2008 gehört Mainz mit dem es umgebenden Weinbaugebiet Rheinhessen dem internationalen Weinmarketing-Verbund Great Wine Capitals an, einem Weinnetzwerk von renommierten Städten, welche jeweils ein charakteristisches Weinbaugebiet pro Land umfasst. Neben Mainz befinden sich in diesem Verbund Städte und Regionen wie Bilbao: Rioja, Bordeaux: Bordeaux (Weinbaugebiet), Adelaide: Südaustralien (Australien), Verona:[(Valpolicella)], Kapstadt: Cape-Winelands, Mendoza: Mendoza, Porto: Dourotal, Lausanne:Vaud sowie San Francisco: Napa Valley.

## Historischer Abriss
Vor allem am Rhein, aber auch am Rande der Kernstadt bis ins tiefe Rheinhessen finden sich Rebpflanzungen. Die Weinbau treibenden Stadtteile liegen im Süden von Mainz, es sind Ebersheim, Hechtsheim und Laubenheim; auch in Bretzenheim werden noch 30 ar Weinberge bewirtschaftet.
Der Weinbau hat in Mainz Tradition, seit die Römer in Mogontiacum die ersten Reben zur Versorgung ihrer Truppen setzten. In der Probus-Biographie der Historia Augusta heißt es in Kapitel 18,8:
„Gallis omnibus et Hispanis ac Brittannis hinc permisit, ut vites haberent vinumque conficerent.“
„Er erlaubte allen Galliern, Spaniern und Briten, Reben zu besitzen und Wein herzustellen.“
Deshalb gilt Probus (232–282) in zahlreichen Weinbaugebieten nördlich der Alpen als derjenige, der dort den Weinbau einführen ließ. Sicher ist, dass die Weinproduktion in dieser Region nach der Mitte des 3. Jahrhunderts deutlich an Bedeutung gewonnen hat. Der Archäologe Hubertus Mikler von der Generaldirektion Kulturelles Erbe führt einen Nachweis zum frühen Weinbau im Norden des römischen Reiches.
Die älteste bekannte Urkunde über Weinbau in Mainz berichtet über eine Schenkung:

„Diesen königlichen Dominialhof in Dalheim und die dazu gehörigen Güter erhielt durch eine königliche Schenkung die Abtei St. Maximin bei Trier. Ihre Besitzungen im Orte Brezenheim beweisen die Fulderschenkungen, worin es zum Jahre 754 heißt: „Ich Adalbrecht schenke einen' andern Weinberg vor den Mauern der Stadt Mainz in dem „Dorf Brezzenheim“, dessen Rebenläger sind von der einen Seite St. Maximin“

Im 7. – 9. Jahrhundert war der Handelsweg über Dorestad die bedeutendste Exportlinie in den Norden.
Aus der französischen Zeit ist folgende Korrespondenz bekannt:

„Le revêtement des fronts de Mombach est une bonne opération; mais ils sont tellement dominés par les coteaux et le fort Hauptstein...“

Die Verstärkung der Fronten von Mombach ist eine gute Maßnahme, aber sie sind so dominiert durch die Weinberge und das Fort Hauptstein …
Im Historisch-statistischen Jahrbuch des Departements vom Donnersberg für die Jahre 9 bzw. 10 der fränkischen Republik wird die Rebfläche des Kantons Mainz, die für einen Stadtkanton naturgegeben sehr klein ist, mit 21,12 Hektar angegeben.
Bis weit ins 19. Jahrhundert gehörten Weinbau, Weinhandel und die Produkte der Sektkellereien zu den Haupteinnahmequellen. Insbesondere durch den jüdischen Weinhandel entwickelte sich Mainz im 19. Jahrhundert zu einem international bedeutsamen Weinhandelszentrum. Ein Plan aus dem 16. Jahrhundert zeigt die Weinberge innerhalb der Stadtmauern: Jakobsberg, Michelsberg, Fürstenbergerhof und Kästrich. Die letzten Weinbergslagen im Kernstadtbereich wurden jedoch in den 1970er Jahren aufgegeben und in Bauland umgewandelt.

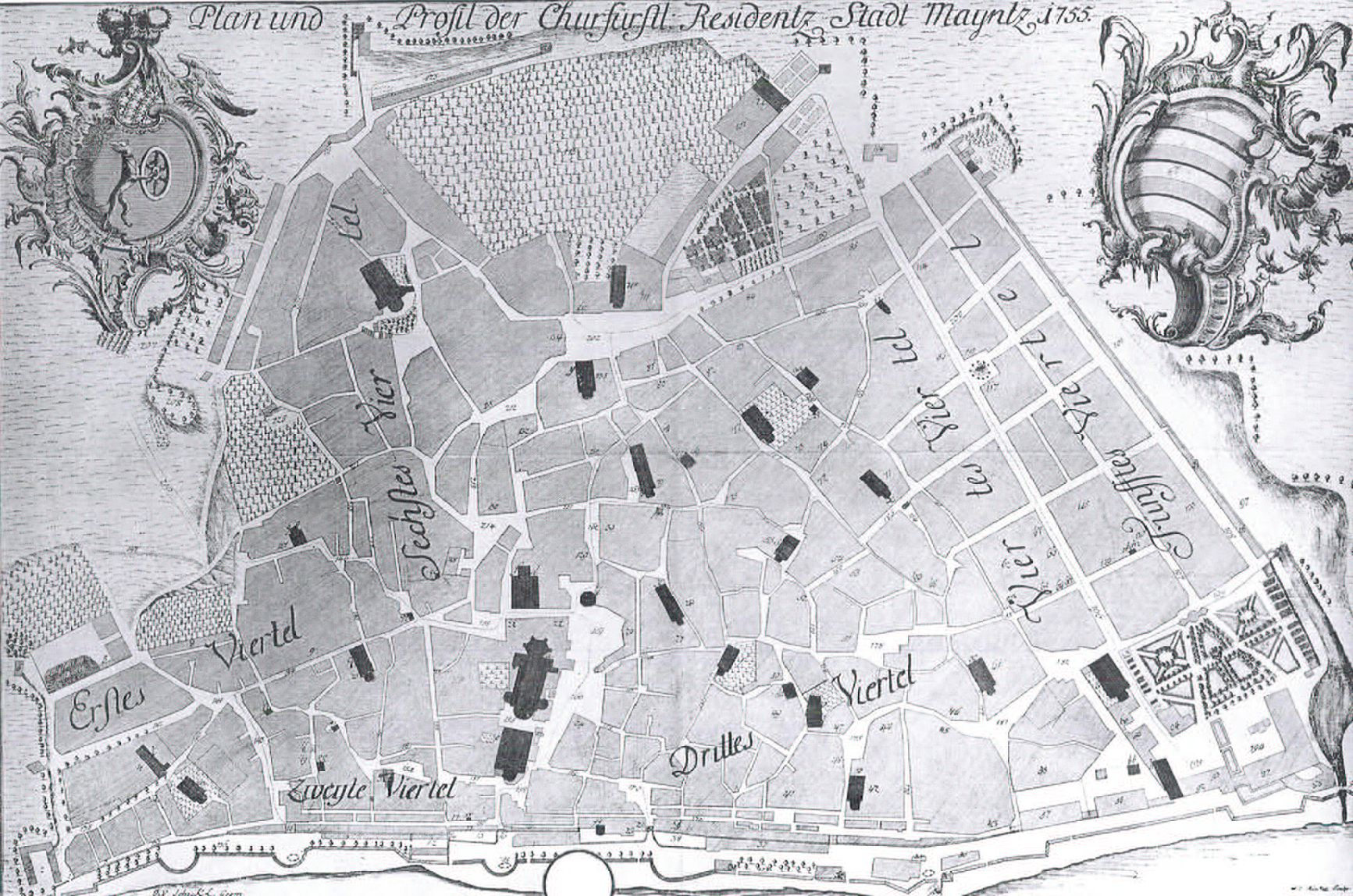
Weingärten in Mainz zur Zeit des Kurfürsten Johann Friedrich Karl von Ostein, siehe Wappen oben links, Kästrich- ganz oben, Jakobsberg, Michelsberg, Fürstenbergerhof im Süden (links)

Einrichtungen wie das Deutsche Weininstitut, zahlreiche private Weinerzeuger, die Initiative „Die Mainzer Winzer“, eine Winzergenossenschaft, ein eigenes städtisches Weingut und viele Weinstuben sind Beleg für die große Bedeutung, die der Wein in Mainz auch heute noch hat. Angebaut werden vor allem Rebsorten für Weißweine wie Silvaner, Riesling, Rivaner oder Weiß- und Grauburgunder, aber auch für Rotweine wie Merlot und Cabernet.
Die Sortenvielfalt kann jeweils Ende August auf dem Mainzer Weinmarkt oder in den Straußwirtschaften verkostet werden, wo ein Sträußchen über der Tür signalisiert, dass hier Weinbauern ihren selbsterzeugten Wein nebst kulinarischen Spezialitäten anbieten.

## Klima und Geologie
Das Klima im Rheinknie wird durch meist warme, überwiegend trockene Sommer und niederschlagsarme Winter geprägt. Das Rheintal profitiert vom mildernden Einfluss des Flusses in der Westwindzone und seiner Lage im Regenschatten von Taunus, Hunsrück und Odenwald. Es herrschen Boden- und Höhenwinde aus Westen oder aus westlichen Richtungen vor, deren Luftmassen thermisch gemäßigt und durch die abschirmenden, zum Teil über 800 m hohen Höhenzüge, relativ trocken sind, wodurch das Klima bereits fast als semiarid bezeichnet werden kann.

## Rebsorten
Der Mainzer Rebsortenspiegel folgt der rheinhessischen Tradition und somit dominieren in Mainz die Weißweine. In den letzten Jahrzehnten hat der Riesling wieder an Boden gewonnen.
Unter den weißen Rebsorten ist der Silvaner zusammen mit dem Müller-Thurgau traditionell führend. Daneben werden noch Kerner, Scheurebe, Weißburgunder und Huxelrebe kultiviert. Neuerdings gewinnt auch der Chardonnay als Modesorte an Raum. Faberrebe, Juwel und Morio-Muskat werden nicht mehr nachgepflanzt.
Bei den roten Rebsorten entfallen allein auf den Dornfelder 17 ha, weitere 17 ha beanspruchte der Blauer Portugieser. Wachsende Bedeutung gewinnt inzwischen der Spätburgunder. Daneben sind noch Regent, Dunkelfelder und Schwarzriesling zu nennen.
Aufgrund der urban geprägten Laufkundschaft gewinnen inzwischen auch vermehrt Rotweine aus internationalen Rebsorten an Bedeutung. So wurden in den letzten Jahren Merlot, Acolon und Cabernet Sauvignon gepflanzt – eine Reaktion auf die wachsende Nachfrage nach körperreichen Rotweinen. Das typischerweise trockene und sonnige Herbstwetter und die Folgen der globalen Erwärmung für den Weinbau lassen auch diese aus weit südlicher gelegenen Weinbaugebieten stammenden Rebsorten noch ausreifen. Ihr langfristiges Qualitätspotenzial ist langfristig allerdings schwer zu beurteilen, da diese Rebanlagen noch sehr jung sind.
Das Weingut der Stadt Mainz gewann im Jahr 2007 den Deutschen Rotweinpreis in der Kategorie „Internationale klassische Sorten“ mit einem 2003er Merlot und erneut im Jahr 2008 mit einem 2005er Syrah.

## Weinlagen

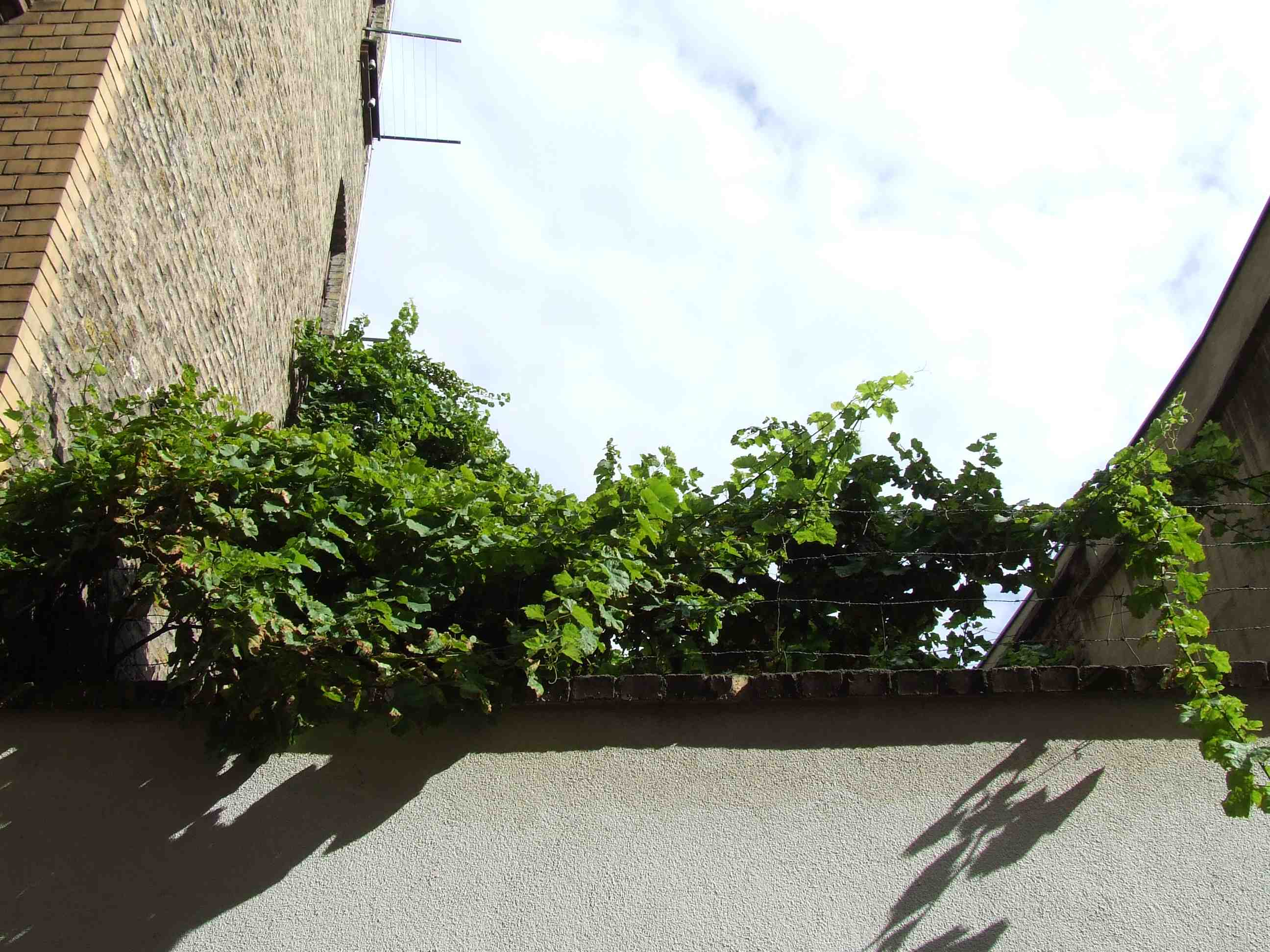
Letzter in der Altstadt erhaltener „Weinberg“ der noch in Flaschen abgefüllt wird (2007)

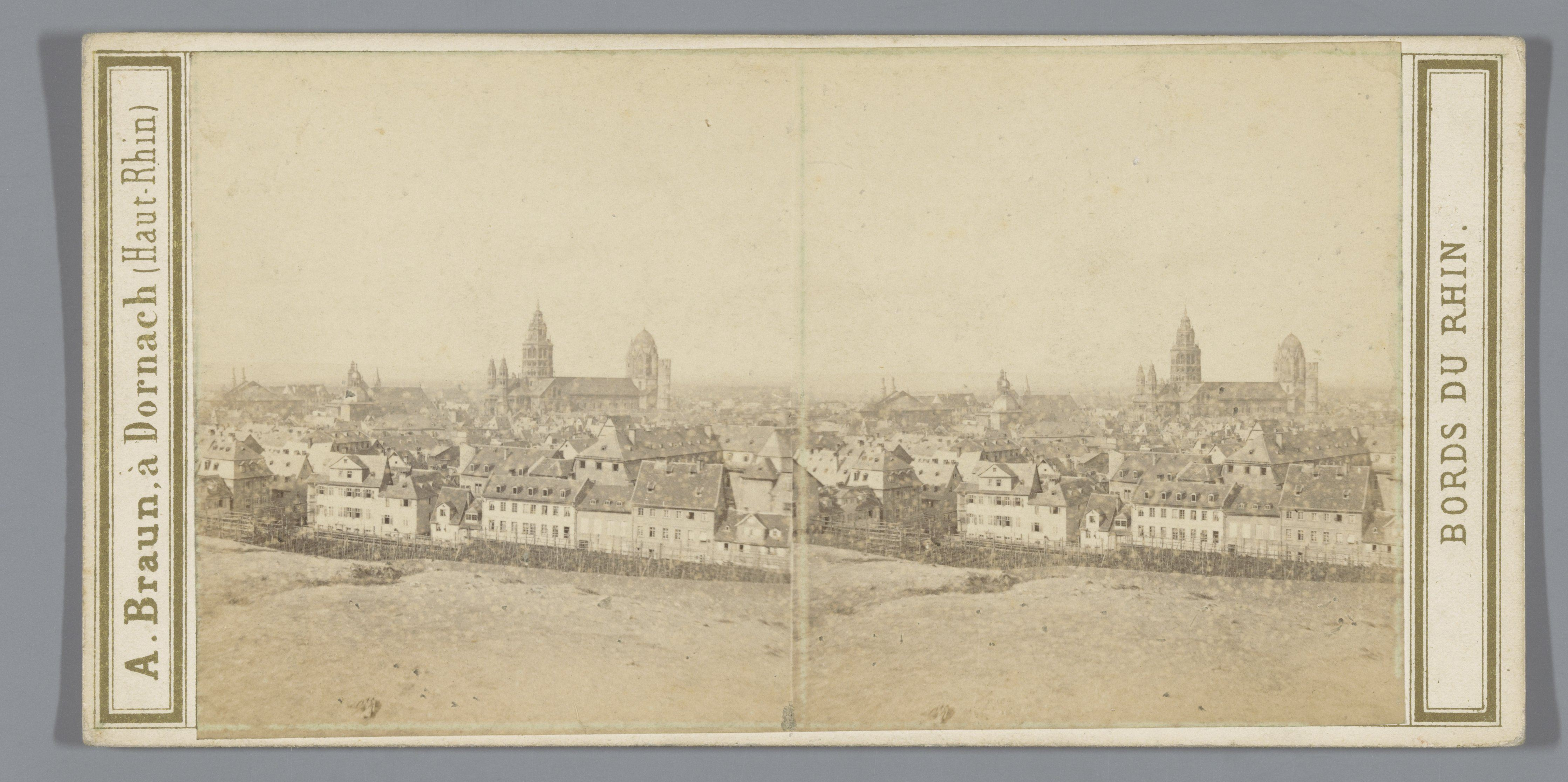
Weinberg am Fürstenberger Hof, Blick von der Windmühle, 1860er Jahre

Der letzte Weinberg in der Innenstadt war der Michelsberg, am Volkspark gelegen, welcher im Rahmen des Deutschen Weinbaukongresses 1963 in Mainz, zu einem Musterweinberg umgestaltet wurde. Die heutigen Mainzer Weinbergslagen befinden sich alle im Bereich Nierstein des Weinbaugebietes Rheinhessen. In 4 von 15 Stadtteilen wird Weinbau betrieben. Die Anbaufläche verteilt sich auf mehrere Einzellagen, die zu den Großlagen Sankt Alban und Domherr gehören, die jedoch heute kaum noch auf dem Etikett erscheinen. Bewirtschaftet werden überwiegend Direktzuglagen, die eine Bewirtschaftung in Falllinie mit radgetriebenen Traktoren zulassen. Es werden auf 160 Hektar Rebfläche weiße Sorten angebaut, 49 Hektar sind mit roten Rebsorten bestockt.

## Mainz, Stadt des deutschen Weines

### Wein und Wissenschaft
An der Mainzer Johannes Gutenberg-Universität gibt es ein Institut für Mikrobiologie und Weinforschung, das die Einflüsse von Terroir, Spontangärung und biologischem Säureabbau erforscht. Die Hochschule prüft auch die Auswirkung sogenannter Killerhefen auf die Weinflora. Maßgeschneiderte Starterkulturen bringen spezifische Aromanoten und helfen dem Säureabbau im Wein. Das Verfahren zur gezielten Isolierung und zum spezifischen Nachweis bestimmter weinrelevanter standortspezifischer Mikroorganismen wurde patentiert. Als Service wird die Isolierung und anschließende Beimpfung mit Winzer-eigenen Starterkulturen angeboten, um die alkoholische Fermentation und den biologischen Säureabbau im Wein zu unterstützen und gleichzeitig den individuellen Charakter eines Weines und seiner Aromakomponenten auszuprägen.
Darüber hinaus hat sich an der Johannes Gutenberg-Universität der interdisziplinäre Arbeitskreis „Rebe und Wein“ herausgebildet, der sich vor allem auf die Themen Gesundheit, Inhaltsstoffe, Weinbereitung, Traubengenom und Weinkultur konzentriert.
Das Mainzer An-Institut Institut für Geschichtliche Landeskunde erforscht seit seiner Gründung 1960 die Geschichte der Weinkultur und die Winzerterminologie.

### Wein und Selbstverwaltung
Das Haus des Deutschen Weines gab bis zum Umzug nach Bodenheim der Selbstverwaltung der Weinwirtschaft Raum. Seit Mai 2012 ist das denkmalgeschützte Weinlagergebäude im ehemaligen Zoll- und Binnenhafen Mainz der Sitz der Bundesgeschäftsstelle des Verbands Deutscher Prädikatsweingüter (VDP).

### Wein und Politik
In der Landeshauptstadt Mainz ist das Ministerium für Umwelt, Landwirtschaft, Ernährung, Weinbau und Forsten RLP für zwei Drittel der deutschen Anbaufläche zuständig, denn sechs der dreizehn deutschen Weinanbaugebiete liegen in Rheinland-Pfalz und erzeugen mehr als 65 % der deutschen Weine: Ahr, Mittelrhein, Mosel-Saar-Ruwer, Nahe, Pfalz und Rheinhessen, das im näheren Mainzer Umfeld liegt.

#### Mainzer Resolution
Am 19. September 2007 trafen sich in Mainz 130 Vertreter aus sieben weinbautreibenden EU-Mitgliedstaaten, um gegen eine geplante Reform des EU-Weinmarktes Stellung zu beziehen. Deutschland als größter Nettozahler der EU wäre bei den vermuteten geplanten Reformen am stärksten betroffen. Aber auch andere nördliche Weinbauländer fühlen sich in ihrer Weinkultur erheblich beeinträchtigt, falls die erwarteten Maßnahmen in geltendes Recht umgewandelt werden. Auf dem „Mainzer Weingipfel“ wurde daher eine fünfseitige Resolution verabschiedet, die verhindern soll, dass EU-Länder gegenüber Drittländern benachteiligt werden.
Diese Resolution richtet sich unter anderem gegen die Pläne der EU-Kommission,
- den Zusatz von Saccharose bei der Weinherstellung zu verbieten und stattdessen nur noch die Chaptalisation mit rektifiziertem Traubenmost-Konzentrat, also Zucker aus Trauben gewonnen, zu gestatten. Diese Maßnahme würde den Nachweis einer verbotenen Zuckerung von Prädikatsweinen nahezu unmöglich machen.
- die bisher erlaubte Steigerung des potentiellen Alkoholgehalts um 50 % zu kürzen. Dies würde bedeuten, dass zum Beispiel der Rotweinboom in Deutschland nicht mehr mit wettbewerbsfähigen eigenen Produkten befriedigt werden kann.
- Rodungen zu finanzieren und spätere Wiederanpflanzungen keinen restriktiven Maßnahmen zu unterwerfen. „Rodungen dürfen … kein Kernelement der Reform sein“, heißt es in der Resolution, da solche Maßnahmen sehr teuer sind und nicht die Wettbewerbsfähigkeit der verbleibenden Erzeuger verbessern.
- das Bezeichnungsrecht so zu reformieren, dass die traditionellen deutschen Qualitätsstufen faktisch abgeschafft werden. Das Bezeichnungssystem, das die Beurteilung der Qualität der Weine im Glas stark differenziert, soll aufgegeben werden.

Nach einer Analyse des rheinland-pfälzischen Weinbauministeriums sind allein in Rheinland-Pfalz 5.000 Betriebe mit 10.000 Arbeitsplätzen durch die geplanten Maßnahmen in ihrer Existenz gefährdet. Die Vorschläge der EU-Kommission sollen noch 2007 verabschiedet werden und zum August 2008, dem Beginn des neuen Weinwirtschaftsjahrs, in Kraft treten.

### Wein und Genuss
Weck, Worscht un Woi heißt das deftige und einfache „ganzjährige Nationalgericht“ der Mainzer, wobei der Weck vorzugsweise ein Paarweck, die Worscht vorzugsweise Fleischwurst der besten Qualität und der Woi Wein aus Rheinhessen oder dem Rheingau sein sollte.

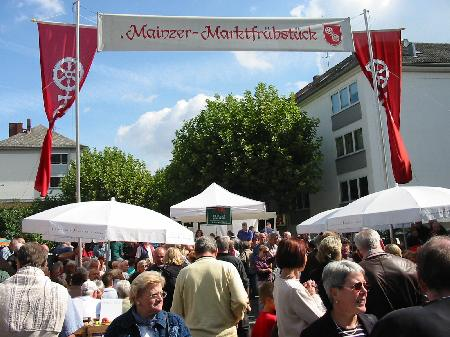
Samstägliches Marktfrühstück in den Mauern der ehemaligen Liebfrauenkirche

Auf dem Wochenmarkt vor dem Martinsdom ist Weinverkauf in Flaschen seit 2010 genehmigt und schon seit April 1999 existiert das Mainzer Marktfrühstück. Hier servieren die Mainzer Winzer ihren Wein und der Gast verspeist dazu seine gerade erstandenen Viktualien.
Seit dem Jahr 2006 findet in Mainz einmal jährlich für vier Wochen das Taste-Tival, auch „Mainzer Genießer-Tage“ genannt, statt. Dabei kommen Winzer, Hoteliers und Gastronomen zusammen, um eine Fülle kulinarischer Veranstaltungen anzubieten.

### Wein und Ökonomie

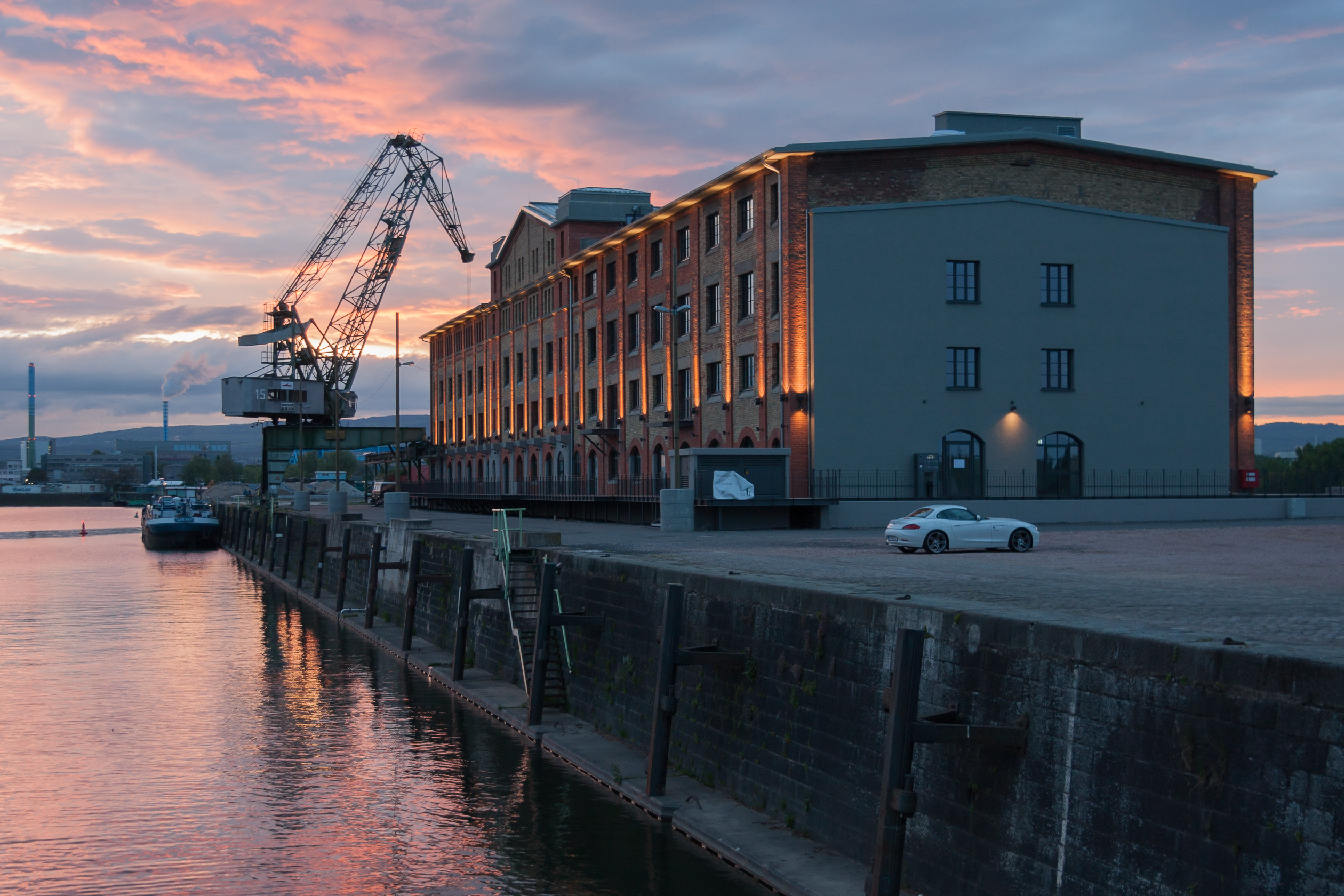
Das Weinlagerhaus im Hafen

Weinhandel, Weinkellereien und Weinspeditionen (Beispiel→ J. F. Hillebrand) haben in Mainz eine lange Tradition. Im Mainzer Zoll- und Binnenhafen existiert ein Gebäude, das ausschließlich zur Weinlagerung konzipiert ist. Unter den großen Häusern am Kästrich und in der Kaiserstraße befinden sich beachtliche Kelleranlagen. Die Sektkellerei Kupferberg weist mit sieben Etagen die tiefstgeschichteten Kellereianlagen weltweit auf. Die Sektkellerei Henkell wurde in Mainz gegründet, bevor sie aus Platzgründen über den Rhein wegzog.

### Wein und Kultur
Das Museum der Sektkellerei Kupferberg verfügt über die weltweit größte Sammlung von Sekt- und Champagnergläsern und eine große Sammlung von Werbemedien aus der 150-jährigen Geschichte. Auf dem Weinforum Rheinhessen präsentieren der Verein Rheinhessenwein e. V. und die Landwirtschaftskammer Rheinland-Pfalz neben römischen Exponaten die besten prämierten Weine aus Rheinhessen. Gleichzeitig wird diese Plattform für die Ideen aus Wein (ausgewählte Sonderprodukte auf Basis des Weinbaus aus Rheinhessen) genutzt.
Als weinkulturelle Vereinigung präsentiert sich Die Ehrbare Mainzer Weinzunft von 1443 und verpflichtet sich, sich nach besten Kräften dafür einzusetzen, dass Rheinhessenwein in der Mainzer Gastronomie möglichst oft in der Mainzer Stange zum Ausschank kommt.
Unter den jüngeren Honoratioren bildete sich im Herbst 2005 mit dem Mainzer Weinsenat eine weitere weinkulturelle Vereinigung. Im Januar 2008 wurde die MAINZER WEIN GILDE als dritter Zusammenschluss gegründet.

### Weinköniginnen
Zur Mainzer Weinkultur gehört die Beteiligung an der jährlich stattfindenden Wahl einer Rheinhessischen Weinkönigin.
Die Rheinhessische Weinkönigin 2003/2004, Eva Vollmer, stammt aus Mainz-Ebersheim. Die Wahl der Rheinhessischen Weinkönigin 2005/2006, Eva Pauser aus Flonheim, fand in der Alten Lokhalle in Mainz statt. Im November 2006 wurde die Mainzer Jungwinzerin Mirjam Schneider zur rheinhessischen Weinprinzessin gewählt. Sie war einziges weibliches Mitglied der damaligen Winzergruppe „Rheinhessen Five“, die sich dem Ausbau von Weinen auf höchster Qualitätsstufe verschrieben hatte.
Zum Anlass des Jubiläums 200 Jahre Rheinhessen fand die Wahl zur Deutschen Weinkönigin 2016 in Mainz statt.

### Weingut der Stadt Mainz
1906 schenkte der Bürger Joseph Schick sein Weingut in Harxheim dem Mainzer Oberbürgermeister Dr. Karl Göttelmann. Seitdem ist die Stadt Mainz Besitzerin dieses historischen Herrschaftsgebäudes aus dem Jahre 1725, einschließlich der dazugehörigen Weinberge. 1994 wurde das Weingut an Hans W. Fleischer verpachtet. Seit 2015 wird es von seinem Sohn Stefan Fleischer geführt. Das historische Herrschaftsgebäude, das 2018 veräußert wurde, ist heute in Privatbesitz.

### Weinprobierkeller der Stadt Mainz

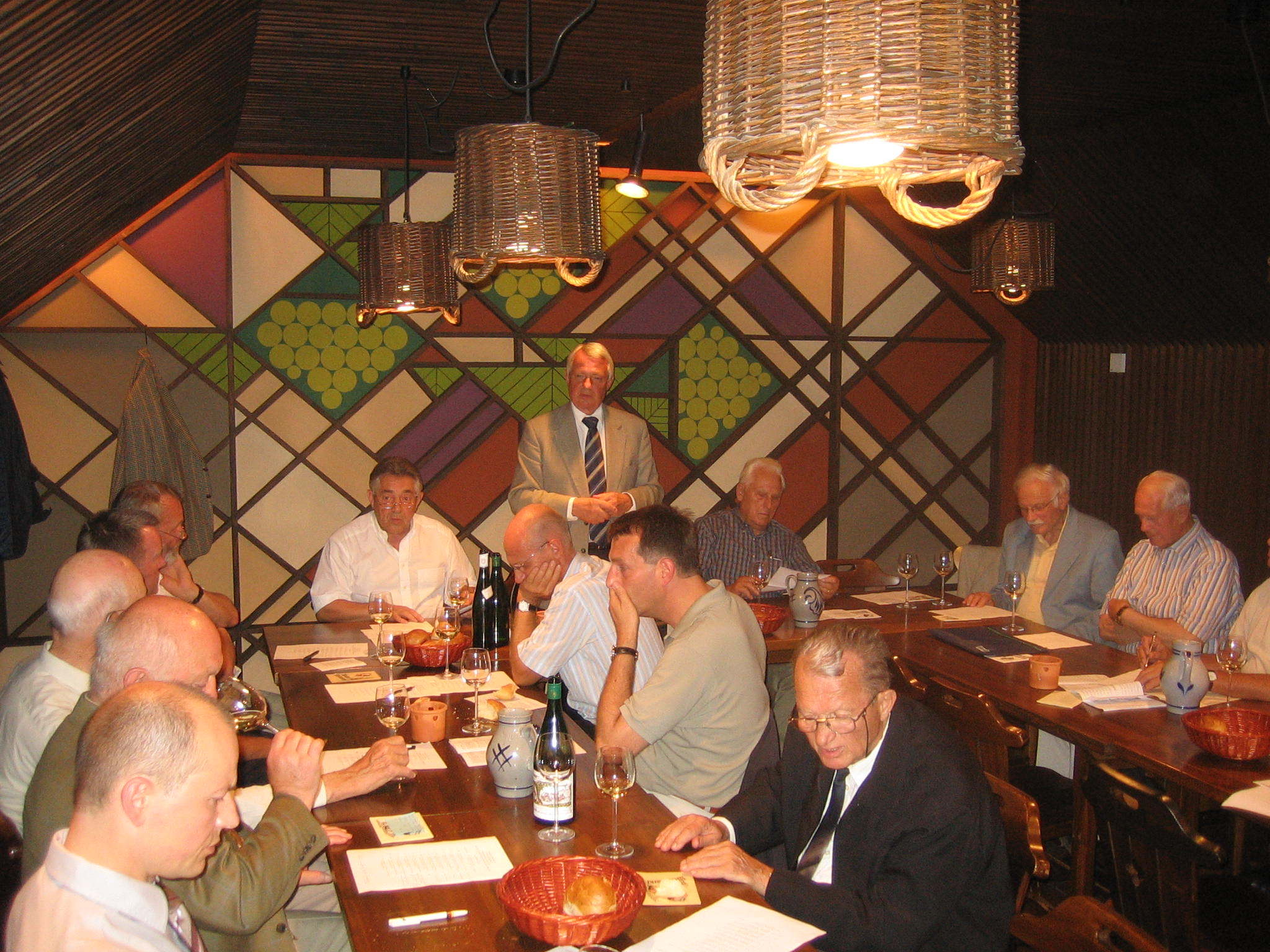
Weinprobierkeller

Im Mainzer Rathaus findet sich ein zeitgenössischer Weinkeller aus den 1970er Jahren, in dem bis zur Renovierung desselben regelmäßige Veranstaltungen stattfanden.

### Veranstaltungen
- Frühjahrsparade des Verbands Deutscher Prädikatsweingüter (VDP) Rheinhessen im Kurfürstliches Schloss Mainz
- Von März bis November Mainzer Marktfrühstück jeden Samstag von 9 bis 16 Uhr mit abwechselndem Weinausschank der Mainzer Winzer auf dem Liebfrauenplatz in den rekonstruierten Umfassungsmauern der ehemaligen Liebfrauenkirche
- Im April und im November Best of Mainzer Wein im Rathaus[21]
- Von April bis September stellen Jungwinzer der Landjugend Rheinhessen-Pfalz im Rahmen eines Mainzer Weinsalons jeden ersten Dienstag im Monat ihre Weine im Rahmen einer After-Work-Veranstaltung am Brückenkopf der Theodor-Heuss-Brücke vor.[22]
- Drittes Wochenende im Mai Ebersheimer Weinwanderung.
- Von Mai bis Oktober jeden Sonntag von 10 bis 20 Uhr Weinstand der Mainzer Winzer in der Grünanlage am Templertor.
- Freitags bis montags um den 24. Juni Mainzer Johannisnacht
- Am ersten Juliwochenende Weinfest im Kirchenstück in Hechtsheim
- Zweites Wochenende im Juli Weinfest im Dorf in Ebersheim
- Mitte Juli Rebblütenfest im Laubenheimer Park
- Am letzten Wochenende im August und am ersten Wochenende im September Mainzer Weinmarkt
- Im Herbst Weinforum Rheinhessen im Museum für Antike Schifffahrt
- Seit 1978 findet der Ball des Weines des Veranstalters TC Rot-Weiss Casino Mainz als Hommage an die Weinstadt Mainz statt.
- Nachdem die Verleihung des «Deutschen Rotweinpreises» einige Jahre nach Heilbronn bzw. Ettlingen abwanderte, kam die Veranstaltung im Jahr 2008 erneut nach Mainz.
- Seit 2009 wird im Sommersemester die Veranstaltungsreihe Wein-Wissenschaften im Rahmen des Studium generale der Johannes Gutenberg-Universität Mainz angeboten.[23]
- Erstmals fanden im Mai 2012 die Mainzer Weintage am Rheinufer zwischen Theodor-Heuss-Brücke und Kaisertor statt.

## Prominentenweinberg des Mainzer Weinsenats

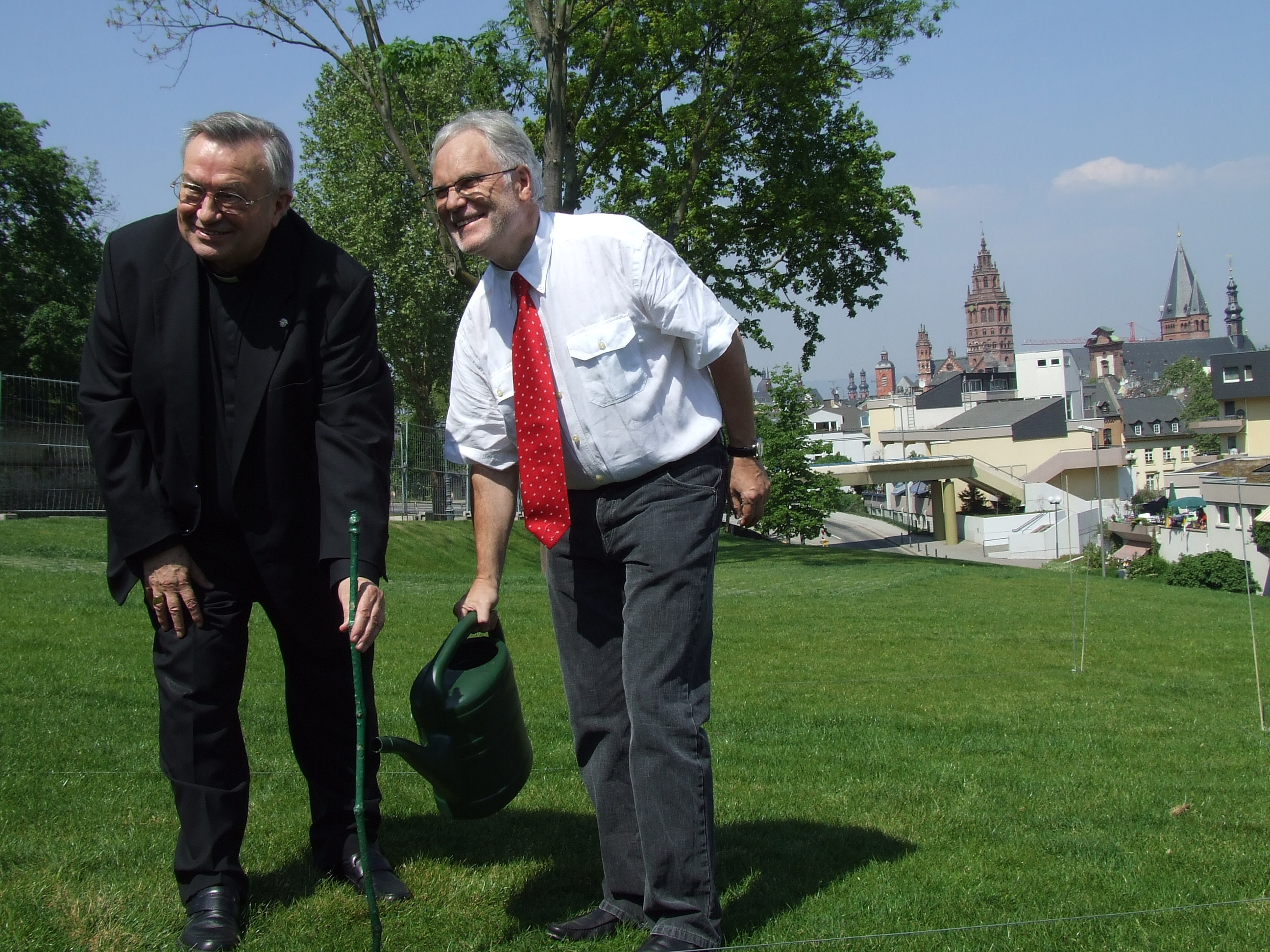
Kardinal Lehmann (links) und ZDF-Intendant Schächter beim Setzen der ersten Weinrebe

Am 28. April 2007 wurde vor der Zitadelle in der Mainzer Altstadt ein Prominentenweinberg des Mainzer Weinsenats von Kardinal Lehmann und Markus Schächter (ZDF-Intendant) eingeweiht. Die beiden setzen während einer kleinen Feier die ersten Riesling-Reben auf der Anhöhe in der Nähe des Bahnhof Mainz Römisches Theater auf dem Eisenbahntunnel. Lehmann und Schächter wurden anschließend vom Mainzer Weinsenat mit dem Titel Consitor Senatus Vineti (Pflanzer des Senats-Weinberges) sowie zusätzlich den einmalig vergebenen Ehrentitel Consitor Primus Senatus Vineti geehrt.